# アブダビ投資庁
アブダビ投資庁（アブダビとうしちょう、英：Abu Dhabi Investment Authority、ADIA）はアラブ首長国連邦の政府系ファンドである。2008年1月現在の資産運用残高は8750億米ドルで世界最大。

## 歴史
ADIAは1976年、アラブ首長国連邦を創設したアブダビ首長国の首長（アミール）であるシャイフ・ザーイド・ビン＝スルターン・アール＝ナヒヤーンによって設立された。当初は低リスクで様々な資産に投資しアブダビ政府の資産を運用することが目的だった。現在でもほとんどの国の投資戦略は短期債券中心であるが、当時、政府が金保有や短期債権以外に投資することは非常に珍しいことであった。
2007年11月26日にはシティグループに75億ドル出資し、株式の4.9%を保有する筆頭株主になっている。これにより、それまで4.3%を保有し筆頭株主だったサウジアラビアのアル・ワリード王子のキングダム・ホールディング・カンパニーは2位になっている。 

## 投資活動
ADIAは世界最大の投資ファンドであり、世界経済に及ぼす影響は大きい。原資はオイルマネーである。